# Estação Lomas Coloradas
A Estação Lomas Coloradas é uma das estações do Biotrén, situada em San Pedro de la Paz, entre a Estação El Parque e a Estação Cardenal Raúl Silva Henríquez. Administrada pela Ferrocarriles del Sur (FESUR), faz parte da Linha 2.
Foi inaugurada em 24 de novembro de 2005. Localiza-se no cruzamento da Rodovia Concepción-Lota com a Avenida Los Parques. Atende o setor de Lomas Coloradas.